# 2015年ラマダン攻撃
2015年ラマダン攻撃とは、2015年6月26日（ラマダンの期間中）にフランス、クウェート、ソマリア、チュニジア、シリア（シリアの事件は一日早い6月25日に始まった）で起こった一連のテロ攻撃の総称である。イスラム過激派組織「ISIL」の関与が明らかとなっている。報道においては「血の金曜日事件」 (Bloody Friday) や「黒い金曜日事件」と呼ばれることもある。
『ガーディアン』紙によると、こうした攻撃がなんらかの共謀にもとづいて実施された形跡はない。しかしながら一日の間に起こったため注目され、多くの報道がなされた。全体では403人以上が命を落とし、テロの実行者を含む336人が負傷したが、最終的な死傷者数は不明である。

## コバニ
6月25日にISIL戦闘員がシリアのコバニにあるロジャヴァにて多数の民間人を殺害した。この攻撃により230名以上の民間人、79名のISIL戦闘員、23名のクルド人民防衛隊員が死亡した。2014年の6月29日にカリフ制を宣言して以来、ISILが行った殺戮としては二番目に大規模なものである。

## サンカンタンファラビエ
2015年6月26日の朝、武装勢力がリヨンの近くのサン＝カンタン＝ファラヴィエにある工場のゲートを破って突入した。小型のガス爆弾が建物を爆破する試みに使用され、その模様はインターネットに掲載された。1人が首を切られて殺され、およそ12人の工員が負傷した。

## クウェートシティ
クウェートシティのシーア派モスクにて自爆テロが発生し、27人が死亡した。ISILがこの攻撃を行ったと宣言している。

## スーサでの事件
チュニジアのスーサにおいて武装した男2人が2つのホテルを攻撃し、28人の観光客が死亡した。

## レゴでの事件
アル・シャバブという武装勢力がソマリアのレゴ地区でアフリカ連合の軍を攻撃し、70人を超えるアフリカ連合兵士が死亡した。アルシャバブが軍事基地を掌握した。